# Welcome to… Brazzaville
Welcome to… Brazzaville — альбом лучших песен инди-группы Brazzaville. Издавался дважды. Первый раз, когда вышло только три диска группы (в 2004 году); второй раз — в России — в 2005 году (к тому моменту появился четвёртый альбом Hastings Street). Второе, российской издание содержит песни уже из четырёх дисков, также отличается четырьмя внеальбомными треками (в предыдущей версии Welcome to… таких треков было два).

## Об альбоме
Дэвид Браун, солист группы: «Трей Спрюэнс из „Мимикри рекордз“ натолкнул меня на мысль выпустить запись, которая бы представила „Браззавиль“ более широкой аудитории».
Welcome to… Brazzaville состоит из песен с первых четырёх альбомов (в первом издании — с трёх), а также из нескольких новых песен (Love Sky, Christmas in East Cirebon; в российское издание также входят Last Days, Hotel Ukraina и «полуальбомная» Rollin Easy).
«Love Sky — это история о моей матери и отце и о моих отдалённых воспоминаниях, о том как я ходил на работу к отцу, пока он был дальнобойщиком, возившим судовые контейнеры с Лонг-Бич и Сан-Педро на сортировочную станцию Вернона».
«Christmas in EC — о парочке молодых путешественников-дикарей, чьё милое существование разрушается героином».

## Список композиций

### Издание 2004 года
Первая версия Welcome to… Brazzaville, издана Web of Mimicry.
1. «Super Gizi»
2. «Foreign Disaster Days»
3. «Boeing»
4. «Casa Batllo»
5. «Queenie»
6. «Genoa»
7. «Motel Room»
8. «Voce»
9. «Sewers of Bangkok»
10. «Rainy Night»
11. «4 AM Osaka»
12. «Christmas in E.C.» [полностью Christmas in East Cirebon, внеальбомная песня]
13. «Xanax and 3 Hours of T.V.»
14. «Love Sky» [внеальбомная песня]
15. «High Life»

### Российское издание
Переиздание 2005 года (Zakat).
1. «Last Days» [внеальбомная песня]
2. «Hotel Ukraina» [внеальбомная песня]
3. «Super Gizi»
4. «Foreign Disaster Days»
5. «Night Train to Moscow»
6. «Casa Batllo»
7. «Queenie»
8. «Londres»
9. «Genoa»
10. «Motel Room»
11. «Lagos Slums»
12. «Voce»
13. «Sewers of Bangkok»
14. «Christmas in E.C.» [внеальбомная песня]
15. «Love Sky» [внеальбомная песня]
16. «Rollin Easy» [заявлено, что эта композиция с альбома Hastings Street, но в таком виде её там нет: Rollin Easy — полная версия мелодии, разбитой на треки Intro и Interlude в альбоме Hastings Street; можно неофициально назвать её полувнеальбомным треком]

Внеальбомные песни называются на обороте диска «Special Collector Tracks».